# 南秋田郡

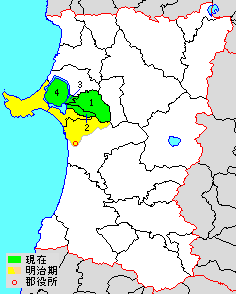
秋田県南秋田郡の範囲（1.五城目町 2.井川町 3.八郎潟町 4.大潟村）

南秋田郡（みなみあきたぐん）は、秋田県の郡。
人口19,330人、面積449.98km²、人口密度43人/km²。（2025年4月1日、推計人口）
以下の3町1村を含む。
- 五城目町（ごじょうめまち）
- 八郎潟町（はちろうがたまち）
- 井川町（いかわまち）
- 大潟村（おおがたむら）

## 郡域
1878年（明治11年）に行政区画として発足した当時の郡域は、上記3町1村のほか、以下の区域にあたる。
- 男鹿市
- 潟上市
- 秋田市の一部（土崎港各町、寺内、八橋、川尻各町、楢山各町、東通各町、広面、柳田、太平各町、仁別以北）

## 人口
2024年、民間の有識者らで作る人口戦略会議は、各市町村における将来の20歳-39歳女性の人口減少率を予想。大潟村を除く郡内では2020年から30年間に70%以上減少するとし、将来的に消滅する可能性が高い「消滅可能性自治体」であることが公表された。

## 歴史

### 郡発足までの沿革
- 幕末時点では出羽国に所属し、全域が久保田藩領であった。「旧高旧領取調帳」に記載されている、秋田郡のうち後の本郡域の明治初年時点での村は以下の通り。（2町166村）
久保田城下町[2]、高崎村、館越村、久保村、馬場目村、白水沢村、小倉村、山内村（現・五城目町）、富田村、湯ノ又村、黒土村、八橋村、保戸野村、川尻村、楢山村、寺内村、八柳村、神田村、水口村（現・秋田市）、笹岡村、井関沢村[3]、濁川村、手形村、寺中堀内村、寺庭村、泉村、新藤田村、添川村、山内村（現・秋田市）、仁別村、広面村、柳田村、八田村、目長崎村、黒沢村、山谷村、土崎湊町[4]、相染新田村、穀町村、飯田村、飯島村、岩城村、五十丁村、道川村、保多野村、小友村、笠岡村、中野村、中村、増川村、女川村、台島村、椿村、双六村、小浜村、払戸村、大倉村、田谷沢村、毘沙門沢村、比詰村、仁井山村、飯森村、青砂村、加茂村、塩戸村、浜中村、浜塩谷村、戸賀村、畠村、北平沢村、黒崎村、湯本村、野村、水口村（現・男鹿市）、北浦村、相川村、真山村、安全寺村、滝川村、山田村、町田村、浜間口村、中間口村、琴川村、谷地中村（現・男鹿市）、石神村、箱井村、鮪川村、中石村、野石村、福米沢村、本内村、松木沢村、角間崎村、鵜木村、福川村、樽沢村、百川村、浦田村、大久保村、下虻川村、竜毛村、槻木村、船橋村、上虻川村、岡井戸村、山田村、和田妹川村、飯塚村、金山村、井内村、赤沢村、八田大倉村、保野子村、坂本村、小竹花村、浜井川村、今戸村、北川尻村、宇治木村、葹田村、大麦村、寺沢村、黒坪村、谷地中村（現・五城目町）、石崎村、大川村、上樋口村、西野村、下樋口村、一日市村、夜叉袋村、真坂村、浦大町村、小池村、川崎村、浦横町村、野田村、小立花村、五十目村、浅見内村、中津又村、白山村、小又村、湯ヶ又村、石名坂村、下刈村、小泉村、八丁目村、浦山村、鳰崎村、長岡村、高岡村、岩瀬村、堀内村、黒川村、青崎村、片田村、吉田村、乱橋村、大崎村、天王村[5]、船越村、飯村、脇本村、金川村、船川村、南平沢村
- 明治元年12月7日（1869年1月19日） - 出羽国が分割され、秋田郡は羽後国の所属となる。
- 明治3年11月（1870年12月〜1871年1月） - 天王村を向船越村に改称。
- 明治4年
  - 1月13日（1871年3月3日） - 久保田藩が改称して秋田藩となる。同時に久保田城下町が秋田町に改称。
  - 2月（1871年3〜4月） - 向船越村を典農村に改称。
  - 7月14日（1871年8月19日） - 廃藩置県により藩領が秋田県となる。
  - 11月2日（1871年12月13日） - 第1次府県統合により秋田県の管轄となる。
- 明治初年 - 蛇野村が起立。（2町167村）
- 明治9年（1876年） - 下記の町村の統合が行われる。（2町159村）
  - 中関村 ← 井関沢村、寺中堀内村
  - 富永村 ← 大倉村、毘沙門沢村、飯森村
  - 加茂青砂村 ← 青砂村、加茂村
  - 塩浜村 ← 塩戸村、浜中村
  - 西黒沢村 ← 北平沢村、黒崎村
  - 山町村 ← 山田村、町田村
  - 神谷村 ← 谷地中村、石神村
  - 秋田町のうち楢山愛宕下が楢山村に合併。
  - 飯村が脇本村に合併。
  - 小浜村より本山門前村が分立。
- 明治11年（1878年）
  - 水口村（現・男鹿市）が西水口村に改称。
  - このころ白水沢村・小立花村が浦大町村に合併。（2町157村）

### 郡発足後の沿革
- 明治11年（1878年）
  - 12月23日 - 郡区町村編制法の秋田県での施行により、秋田郡のうち秋田町など2町157村の区域に行政区画としての南秋田郡が発足。郡役所を秋田西根小屋町に設置。
  - 郡役所が秋田土手長町中丁に新築移転。
  - 湯ヶ又村が湯ノ里村に改称。
- 明治13年（1880年） - 山内村（現・五城目町）が下山内村に改称。

- 明治22年（1889年）4月1日

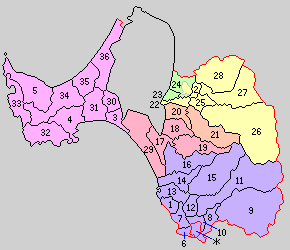
- .秋田市 1.土崎港町 2.五十目村 3.船越村 4.船川村 5.北磯分村 6.川尻村 7.寺内村 8.広山田村 9.太平村 10.下旭川村 11.上旭川村 12.外旭川村 13.飯島村 14.下新城村 15.上新城村 16.金足村 17.大久保村 18.飯田川村 19.豊川村 20.下井河村 21.上井河村 22.大川村 23.一日市村 24.面潟村 25.馬川村 26.馬場目村 27.富津内村 28.内川村 29.天王村 30.払戸村 31.脇本村 32.南磯分村 33.戸賀村 34.男鹿中村 35.五里合村 36.潟西村（紫：秋田市 桃：男鹿市 赤：潟上市 橙：井川町 黄：五城目町 緑：八郎潟町 16の金足村は、実際には分割編入合併のため、現在の秋田市域と潟上市域に分かれている）

  - 市制の施行により、秋田町が秋田市となり、郡より離脱。郡役所が土崎港町に移転。
  - 町村制の施行により以下の村が発足。（1町35村）
    - 土崎港町 ← 土崎湊19町[6]、相染新田村（現・秋田市）
    - 五十目村（単独村制、現・五城目町）
    - 船越村（単独村制、現・男鹿市）
    - 船川村 ← 船川村、金川村、比詰村、仁井山村（現・男鹿市）
    - 北磯分村 ← 北浦村、北浦表町[7]、真山村、相川村、安全寺村、野村、西水口村、湯本村、西黒沢村、畠村（現・男鹿市）
    - 川尻村（単独村制、現・秋田市）
    - 寺内村 ← 寺内村、八橋村（現・秋田市）
    - 広山田村 ← 広面村、蛇野村（一部）、柳田村、楢山村（現・秋田市）
    - 太平村 ← 中関村、寺庭村、黒沢村、山谷村、八田村、目長崎村（現・秋田市）
    - 上旭川村 ← 新藤田村、濁川村、添川村、山内村、仁別村（現・秋田市）
    - 下旭川村 ← 手形村、蛇野村（大部分）、泉村、保戸野村（現・秋田市）
    - 外旭川村 ← 神田村、八柳村、笹岡村、水口村（現・秋田市）
    - 飯島村 ← 飯島村、飯田村、穀町村（現・秋田市）
    - 下新城村 ← 岩城村、小友村、青崎村、笠岡村、中野村、長岡村（現・秋田市）
    - 上新城村 ← 五十丁村、中村、小又村、白山村、保多野村、湯ノ里村、石名坂村、道川村（現・秋田市）
    - 金足村 ← 片田村、吉田村、小泉村、鳰崎村、高岡村、黒川村、岩瀬村、下刈村、浦山村、堀内村（現・秋田市）、八丁目村（大部分は現・潟上市、一部は現・秋田市）、乱橋村（現・潟上市）
    - 大久保村（単独村制、現・潟上市）
    - 飯田川村 ← 下虻川村、和田妹川村、飯塚村、金山村（現・潟上市）
    - 豊川村（第1次） ← 船橋村、上虻川村、岡井戸村、槻木村、竜毛村、山田村（現・潟上市）
    - 下井河村 ← 浜井川村、小竹花村、北川尻村、坂本村、今戸村（現・井川町）
    - 上井河村 ← 黒坪村、八田大倉村、保野子村、寺沢村、赤沢村、井内村、大麦村、宇治木村、葹田村（現・井川町）
    - 大川村 ← 大川村、谷地中村、下樋口村、西野村、石崎村（現・五城目町）
    - 一日市村（単独村制、現・八郎潟町）
    - 面潟村 ← 真坂村、夜叉袋村（現・八郎潟町）、浦横町村、野田村（現・五城目町）、浦大町村、小池村、川崎村（現・八郎潟町、五城目町）
    - 馬川村 ← 上樋口村、久保村、高崎村、館越村（現・五城目町）
    - 馬場目村（単独村制、現・五城目町）
    - 富津内村 ← 中津又村、富田村、下山内村（現・五城目町）
    - 内川村 ← 浅見内村、小倉村、湯ノ又村、黒土村（現・五城目町）
    - 天王村 ← 典農村、大崎村（現・潟上市）
    - 払戸村 ← 払戸村、福川村（現・男鹿市）
    - 脇本村 ← 脇本村、田谷沢村、富永村、浦田村、樽沢村、百川村（現・男鹿市）
    - 南磯分村 ← 増川村、女川村、椿村、台島村、双六村、小浜村、本山門前村、南平沢村（現・男鹿市）
    - 戸賀村 ← 戸賀村、浜塩谷村、塩浜村、加茂青砂村（現・男鹿市）
    - 男鹿中村 ← 滝川村、中間口村、浜間口村、山町村（現・男鹿市）
    - 五里合村 ← 箱井村、鮪川村、琴川村、神谷村、中石村（現・男鹿市）
    - 潟西村 ← 鵜木村、角間崎村、松木沢村、本内村、野石村、福米沢村（現・男鹿市）
- 明治24年（1891年）
  - 4月1日 - 郡制を施行。
  - 11月11日 - 南磯分村が改称して南磯村となる。
  - 11月18日 - 北磯分村が改称して北磯村となる。
- 明治25年（1892年）10月 - 上旭川村・下旭川村が合併して旭川村が発足。（1町34村）
- 明治27年（1894年）10月24日 - 船川村が町制施行・改称して船川港町となる。（2町33村）
- 明治29年（1896年）1月18日 - 五十目村が町制施行・改称して五城目町となる。（3町32村）
- 明治35年（1902年）6月4日 - 北磯村が町制施行・改称して北浦町となる。（4町31村）
- 明治37年（1904年）12月20日 - 船越村が町制施行して船越町となる。（5町30村）
- 大正12年（1923年）4月1日 - 郡会が廃止。郡役所は存続。
- 大正13年（1924年）4月1日 - 大久保村が町制施行して大久保町となる。（6町29村）
- 大正14年（1925年）12月1日 - 一日市村が町制施行して一日市町となる。（7町28村）
- 大正15年（1926年）
  - 4月1日 - 川尻村が秋田市に編入。（7町27村）
  - 7月1日 - 郡役所が廃止。以降は地域区分名称となる。
- 昭和8年（1933年）
  - 3月14日 - 旭川村が秋田市に編入。（7町26村）
  - 8月1日 - 寺内村が町制施行して寺内町となる。（8町25村）
- 昭和10年（1935年）11月30日 - 飯田川村が町制施行して飯田川町（第1次）となる。（9町24村）
- 昭和16年（1941年）4月1日 - 土崎港町・寺内町・広山田村が秋田市に編入。（7町23村）
- 昭和17年（1942年）
  - 3月24日 - 大久保町・飯田川町が合併して昭和町が発足。（6町23村）
  - 4月1日（6町20村）
    - 昭和町・豊川村が合併し、改めて昭和町が発足。
    - 馬川村が五城目町に編入。
    - 南磯村が船川港町に編入。
- 昭和25年（1950年）
  - 7月1日 - 昭和町の一部（船橋・上虻川・岡井戸・槻木・龍毛・山田）が分立して豊川村（第2次）が発足。（6町21村）
  - 9月28日 - 昭和町の一部（下虻川・和田妹川・飯塚・金山）が分立して飯田川町（第2次）が発足。（7町21村）
- 昭和26年（1951年）11月3日 - 天王村が町制施行して天王町となる。（8町20村）
- 昭和29年（1954年）
  - 3月31日 - 船川港町・脇本村・戸賀村・男鹿中村・五里合村が合併して男鹿市が発足し、郡より離脱。（7町16村）
  - 10月1日 - 太平村・外旭川村・飯島村・下新城村・上新城村が秋田市に編入。（7町11村）
- 昭和30年（1955年）
  - 1月1日（7町10村）
    - 金足村の一部（乱橋および八丁目の一部）が昭和町に編入。
    - 金足村の残部（片田・吉田・小泉・鳰崎・高岡・黒川・岩瀬・下刈・浦山・堀内および八丁目の一部）が秋田市に編入。

  - 2月1日 - 下井河村・上井河村が合併して井川村が発足。（7町9村）
  - 3月1日 - 船越町・北浦町が男鹿市に編入。（5町9村）
  - 3月31日 - 五城目町・大川村・馬場目村・富津内村・内川村が合併し、改めて五城目町が発足。（5町5村）
- 昭和31年（1956年）
  - 4月1日 - 払戸村・潟西村が合併して琴浜村が発足。（5町4村）
  - 9月30日（5町2村）
    - 昭和町・豊川村が合併し、改めて昭和町が発足。
    - 一日市町・面潟村が合併して八郎潟町が発足。
- 昭和33年（1958年）4月1日 - 八郎潟町の一部（浦横町・野田および浦大町・小池・川崎の各一部）が五城目町に編入。
- 昭和39年（1964年）10月1日 - 八郎潟干拓地に大潟村が発足。（5町3村）
- 昭和45年（1970年）11月1日 - 琴浜村が町制施行、即日改称して若美町となる。（6町2村）
- 昭和49年（1974年）8月1日 - 井川村が町制施行して井川町となる。（7町1村）
- 平成17年（2005年）3月22日
  - 天王町・飯田川町・昭和町が合併して潟上市が発足し、郡より離脱。
  - 若美町が男鹿市と合併し、改めて男鹿市が発足、郡より離脱。（3町1村）

### 変遷表
| 明治以前     | 明治以前   | 明治初年 - 明治22年       | 明治初年 - 明治22年    | 明治初年 - 明治22年     | 明治22年 4月1日 町村制施行 | 明治22年 - 明治32年                | 明治33年 - 昭和14年            | 昭和15年 - 昭和19年         | 昭和15年 - 昭和19年           | 昭和20年 - 昭和29年           | 昭和30年 - 昭和64年         | 昭和30年 - 昭和64年             | 平成元年 - 現在        | 現在     |
| ------------ | ---------- | ------------------------- | ---------------------- | ----------------------- | -------------------------- | ---------------------------------- | ------------------------------ | --------------------------- | ----------------------------- | ----------------------------- | --------------------------- | ------------------------------- | ---------------------- | -------- |
| 船川村       | 船川村     | 船川村                    | 船川村                 | 船川村                  | 船川村                     | 明治27年10月24日 町制改称 船川港町 | 船川港町                       | 船川港町                    | 船川港町                      | 昭和29年3月31日 男鹿市        | 男鹿市                      | 男鹿市                          | 平成17年3月22日 男鹿市 | 男鹿市   |
| 金川村       | 金川村     | 金川村                    | 金川村                 | 金川村                  | 船川村                     | 明治27年10月24日 町制改称 船川港町 | 船川港町                       | 船川港町                    | 船川港町                      | 昭和29年3月31日 男鹿市        | 男鹿市                      | 男鹿市                          | 平成17年3月22日 男鹿市 | 男鹿市   |
| 比詰村       | 比詰村     | 比詰村                    | 比詰村                 | 比詰村                  | 船川村                     | 明治27年10月24日 町制改称 船川港町 | 船川港町                       | 船川港町                    | 船川港町                      | 昭和29年3月31日 男鹿市        | 男鹿市                      | 男鹿市                          | 平成17年3月22日 男鹿市 | 男鹿市   |
| 仁井山村     | 仁井山村   | 仁井山村                  | 仁井山村               | 仁井山村                | 船川村                     | 明治27年10月24日 町制改称 船川港町 | 船川港町                       | 船川港町                    | 船川港町                      | 昭和29年3月31日 男鹿市        | 男鹿市                      | 男鹿市                          | 平成17年3月22日 男鹿市 | 男鹿市   |
| 増川村       | 増川村     | 増川村                    | 増川村                 | 増川村                  | 南磯分村                   | 明治24年11月11日 改称 南磯村       | 南磯村                         | 南磯村                      | 昭和17年4月1日 船川港町に編入 | 昭和29年3月31日 男鹿市        | 男鹿市                      | 男鹿市                          | 平成17年3月22日 男鹿市 | 男鹿市   |
| 女川村       | 女川村     | 女川村                    | 女川村                 | 女川村                  | 南磯分村                   | 明治24年11月11日 改称 南磯村       | 南磯村                         | 南磯村                      | 昭和17年4月1日 船川港町に編入 | 昭和29年3月31日 男鹿市        | 男鹿市                      | 男鹿市                          | 平成17年3月22日 男鹿市 | 男鹿市   |
| 椿村         | 椿村       | 椿村                      | 椿村                   | 椿村                    | 南磯分村                   | 明治24年11月11日 改称 南磯村       | 南磯村                         | 南磯村                      | 昭和17年4月1日 船川港町に編入 | 昭和29年3月31日 男鹿市        | 男鹿市                      | 男鹿市                          | 平成17年3月22日 男鹿市 | 男鹿市   |
| 台島村       | 台島村     | 台島村                    | 台島村                 | 台島村                  | 南磯分村                   | 明治24年11月11日 改称 南磯村       | 南磯村                         | 南磯村                      | 昭和17年4月1日 船川港町に編入 | 昭和29年3月31日 男鹿市        | 男鹿市                      | 男鹿市                          | 平成17年3月22日 男鹿市 | 男鹿市   |
| 双六村       | 双六村     | 双六村                    | 双六村                 | 双六村                  | 南磯分村                   | 明治24年11月11日 改称 南磯村       | 南磯村                         | 南磯村                      | 昭和17年4月1日 船川港町に編入 | 昭和29年3月31日 男鹿市        | 男鹿市                      | 男鹿市                          | 平成17年3月22日 男鹿市 | 男鹿市   |
| 小浜村       | 小浜村     | 小浜村                    | 小浜村                 | 小浜村                  | 南磯分村                   | 明治24年11月11日 改称 南磯村       | 南磯村                         | 南磯村                      | 昭和17年4月1日 船川港町に編入 | 昭和29年3月31日 男鹿市        | 男鹿市                      | 男鹿市                          | 平成17年3月22日 男鹿市 | 男鹿市   |
| 小浜村       | 小浜村     | 小浜村                    | 小浜村                 | 明治9年 分立 本山門前村 | 南磯分村                   | 明治24年11月11日 改称 南磯村       | 南磯村                         | 南磯村                      | 昭和17年4月1日 船川港町に編入 | 昭和29年3月31日 男鹿市        | 男鹿市                      | 男鹿市                          | 平成17年3月22日 男鹿市 | 男鹿市   |
| 南平沢村     | 南平沢村   | 南平沢村                  | 南平沢村               | 南平沢村                | 南磯分村                   | 明治24年11月11日 改称 南磯村       | 南磯村                         | 南磯村                      | 昭和17年4月1日 船川港町に編入 | 昭和29年3月31日 男鹿市        | 男鹿市                      | 男鹿市                          | 平成17年3月22日 男鹿市 | 男鹿市   |
| 脇本村       | 脇本村     | 脇本村                    | 脇本村                 | 明治9年 脇本村          | 脇本村                     | 脇本村                             | 脇本村                         | 脇本村                      | 脇本村                        | 昭和29年3月31日 男鹿市        | 男鹿市                      | 男鹿市                          | 平成17年3月22日 男鹿市 | 男鹿市   |
| 飯村         | 飯村       | 飯村                      | 飯村                   | 明治9年 脇本村          | 脇本村                     | 脇本村                             | 脇本村                         | 脇本村                      | 脇本村                        | 昭和29年3月31日 男鹿市        | 男鹿市                      | 男鹿市                          | 平成17年3月22日 男鹿市 | 男鹿市   |
| 田谷沢村     | 田谷沢村   | 田谷沢村                  | 田谷沢村               | 田谷沢村                | 脇本村                     | 脇本村                             | 脇本村                         | 脇本村                      | 脇本村                        | 昭和29年3月31日 男鹿市        | 男鹿市                      | 男鹿市                          | 平成17年3月22日 男鹿市 | 男鹿市   |
| 大倉村       | 大倉村     | 大倉村                    | 大倉村                 | 明治9年 富永村          | 脇本村                     | 脇本村                             | 脇本村                         | 脇本村                      | 脇本村                        | 昭和29年3月31日 男鹿市        | 男鹿市                      | 男鹿市                          | 平成17年3月22日 男鹿市 | 男鹿市   |
| 毘沙門沢村   | 毘沙門沢村 | 毘沙門沢村                | 毘沙門沢村             | 明治9年 富永村          | 脇本村                     | 脇本村                             | 脇本村                         | 脇本村                      | 脇本村                        | 昭和29年3月31日 男鹿市        | 男鹿市                      | 男鹿市                          | 平成17年3月22日 男鹿市 | 男鹿市   |
| 飯森村       | 飯森村     | 飯森村                    | 飯森村                 | 明治9年 富永村          | 脇本村                     | 脇本村                             | 脇本村                         | 脇本村                      | 脇本村                        | 昭和29年3月31日 男鹿市        | 男鹿市                      | 男鹿市                          | 平成17年3月22日 男鹿市 | 男鹿市   |
| 浦田村       | 浦田村     | 浦田村                    | 浦田村                 | 浦田村                  | 脇本村                     | 脇本村                             | 脇本村                         | 脇本村                      | 脇本村                        | 昭和29年3月31日 男鹿市        | 男鹿市                      | 男鹿市                          | 平成17年3月22日 男鹿市 | 男鹿市   |
| 樽沢村       | 樽沢村     | 樽沢村                    | 樽沢村                 | 樽沢村                  | 脇本村                     | 脇本村                             | 脇本村                         | 脇本村                      | 脇本村                        | 昭和29年3月31日 男鹿市        | 男鹿市                      | 男鹿市                          | 平成17年3月22日 男鹿市 | 男鹿市   |
| 百川村       | 百川村     | 百川村                    | 百川村                 | 百川村                  | 脇本村                     | 脇本村                             | 脇本村                         | 脇本村                      | 脇本村                        | 昭和29年3月31日 男鹿市        | 男鹿市                      | 男鹿市                          | 平成17年3月22日 男鹿市 | 男鹿市   |
| 戸賀村       | 戸賀村     | 戸賀村                    | 戸賀村                 | 戸賀村                  | 戸賀村                     | 戸賀村                             | 戸賀村                         | 戸賀村                      | 戸賀村                        | 昭和29年3月31日 男鹿市        | 男鹿市                      | 男鹿市                          | 平成17年3月22日 男鹿市 | 男鹿市   |
| 浜塩谷村     | 浜塩谷村   | 浜塩谷村                  | 浜塩谷村               | 浜塩谷村                | 戸賀村                     | 戸賀村                             | 戸賀村                         | 戸賀村                      | 戸賀村                        | 昭和29年3月31日 男鹿市        | 男鹿市                      | 男鹿市                          | 平成17年3月22日 男鹿市 | 男鹿市   |
| 塩戸村       | 塩戸村     | 塩戸村                    | 塩戸村                 | 明治9年 塩浜村          | 戸賀村                     | 戸賀村                             | 戸賀村                         | 戸賀村                      | 戸賀村                        | 昭和29年3月31日 男鹿市        | 男鹿市                      | 男鹿市                          | 平成17年3月22日 男鹿市 | 男鹿市   |
| 浜中村       | 浜中村     | 浜中村                    | 浜中村                 | 明治9年 塩浜村          | 戸賀村                     | 戸賀村                             | 戸賀村                         | 戸賀村                      | 戸賀村                        | 昭和29年3月31日 男鹿市        | 男鹿市                      | 男鹿市                          | 平成17年3月22日 男鹿市 | 男鹿市   |
| 青砂村       | 青砂村     | 青砂村                    | 青砂村                 | 明治9年 加茂青砂村      | 戸賀村                     | 戸賀村                             | 戸賀村                         | 戸賀村                      | 戸賀村                        | 昭和29年3月31日 男鹿市        | 男鹿市                      | 男鹿市                          | 平成17年3月22日 男鹿市 | 男鹿市   |
| 加茂村       | 加茂村     | 加茂村                    | 加茂村                 | 明治9年 加茂青砂村      | 戸賀村                     | 戸賀村                             | 戸賀村                         | 戸賀村                      | 戸賀村                        | 昭和29年3月31日 男鹿市        | 男鹿市                      | 男鹿市                          | 平成17年3月22日 男鹿市 | 男鹿市   |
| 滝川村       | 滝川村     | 滝川村                    | 滝川村                 | 滝川村                  | 男鹿中村                   | 男鹿中村                           | 男鹿中村                       | 男鹿中村                    | 男鹿中村                      | 昭和29年3月31日 男鹿市        | 男鹿市                      | 男鹿市                          | 平成17年3月22日 男鹿市 | 男鹿市   |
| 中間口村     | 中間口村   | 中間口村                  | 中間口村               | 中間口村                | 男鹿中村                   | 男鹿中村                           | 男鹿中村                       | 男鹿中村                    | 男鹿中村                      | 昭和29年3月31日 男鹿市        | 男鹿市                      | 男鹿市                          | 平成17年3月22日 男鹿市 | 男鹿市   |
| 浜間口村     | 浜間口村   | 浜間口村                  | 浜間口村               | 浜間口村                | 男鹿中村                   | 男鹿中村                           | 男鹿中村                       | 男鹿中村                    | 男鹿中村                      | 昭和29年3月31日 男鹿市        | 男鹿市                      | 男鹿市                          | 平成17年3月22日 男鹿市 | 男鹿市   |
| 山田村       | 山田村     | 山田村                    | 山田村                 | 明治9年 山町村          | 男鹿中村                   | 男鹿中村                           | 男鹿中村                       | 男鹿中村                    | 男鹿中村                      | 昭和29年3月31日 男鹿市        | 男鹿市                      | 男鹿市                          | 平成17年3月22日 男鹿市 | 男鹿市   |
| 町田村       | 町田村     | 町田村                    | 町田村                 | 明治9年 山町村          | 男鹿中村                   | 男鹿中村                           | 男鹿中村                       | 男鹿中村                    | 男鹿中村                      | 昭和29年3月31日 男鹿市        | 男鹿市                      | 男鹿市                          | 平成17年3月22日 男鹿市 | 男鹿市   |
| 箱井村       | 箱井村     | 箱井村                    | 箱井村                 | 箱井村                  | 五里合村                   | 五里合村                           | 五里合村                       | 五里合村                    | 五里合村                      | 昭和29年3月31日 男鹿市        | 男鹿市                      | 男鹿市                          | 平成17年3月22日 男鹿市 | 男鹿市   |
| 鮪川村       | 鮪川村     | 鮪川村                    | 鮪川村                 | 鮪川村                  | 五里合村                   | 五里合村                           | 五里合村                       | 五里合村                    | 五里合村                      | 昭和29年3月31日 男鹿市        | 男鹿市                      | 男鹿市                          | 平成17年3月22日 男鹿市 | 男鹿市   |
| 琴川村       | 琴川村     | 琴川村                    | 琴川村                 | 琴川村                  | 五里合村                   | 五里合村                           | 五里合村                       | 五里合村                    | 五里合村                      | 昭和29年3月31日 男鹿市        | 男鹿市                      | 男鹿市                          | 平成17年3月22日 男鹿市 | 男鹿市   |
| 谷地中村     | 谷地中村   | 谷地中村                  | 谷地中村               | 明治9年 神谷村          | 五里合村                   | 五里合村                           | 五里合村                       | 五里合村                    | 五里合村                      | 昭和29年3月31日 男鹿市        | 男鹿市                      | 男鹿市                          | 平成17年3月22日 男鹿市 | 男鹿市   |
| 石崎村       | 石崎村     | 石崎村                    | 石崎村                 | 明治9年 神谷村          | 五里合村                   | 五里合村                           | 五里合村                       | 五里合村                    | 五里合村                      | 昭和29年3月31日 男鹿市        | 男鹿市                      | 男鹿市                          | 平成17年3月22日 男鹿市 | 男鹿市   |
| 中石村       | 中石村     | 中石村                    | 中石村                 | 中石村                  | 五里合村                   | 五里合村                           | 五里合村                       | 五里合村                    | 五里合村                      | 昭和29年3月31日 男鹿市        | 男鹿市                      | 男鹿市                          | 平成17年3月22日 男鹿市 | 男鹿市   |
| 船越村       | 船越村     | 船越村                    | 船越村                 | 船越村                  | 船越村                     | 船越村                             | 明治37年12月20日 町制 船越町   | 船越町                      | 船越町                        | 船越町                        | 昭和30年3月1日 男鹿市に編入 | 男鹿市                          | 平成17年3月22日 男鹿市 | 男鹿市   |
| 北浦村       | 北浦村     | 北浦村                    | 北浦村                 | 北浦村                  | 北磯分村                   | 明治24年11月18日 改称 北磯村       | 明治35年6月4日 町制改称 北浦町 | 北浦町                      | 北浦町                        | 北浦町                        | 昭和30年3月1日 男鹿市に編入 | 男鹿市                          | 平成17年3月22日 男鹿市 | 男鹿市   |
| 北浦表町     | 北浦表町   | 北浦表町                  | 北浦表町               | 北浦表町                | 北磯分村                   | 明治24年11月18日 改称 北磯村       | 明治35年6月4日 町制改称 北浦町 | 北浦町                      | 北浦町                        | 北浦町                        | 昭和30年3月1日 男鹿市に編入 | 男鹿市                          | 平成17年3月22日 男鹿市 | 男鹿市   |
| 真山村       | 真山村     | 真山村                    | 真山村                 | 真山村                  | 北磯分村                   | 明治24年11月18日 改称 北磯村       | 明治35年6月4日 町制改称 北浦町 | 北浦町                      | 北浦町                        | 北浦町                        | 昭和30年3月1日 男鹿市に編入 | 男鹿市                          | 平成17年3月22日 男鹿市 | 男鹿市   |
| 相川村       | 相川村     | 相川村                    | 相川村                 | 相川村                  | 北磯分村                   | 明治24年11月18日 改称 北磯村       | 明治35年6月4日 町制改称 北浦町 | 北浦町                      | 北浦町                        | 北浦町                        | 昭和30年3月1日 男鹿市に編入 | 男鹿市                          | 平成17年3月22日 男鹿市 | 男鹿市   |
| 安全寺村     | 安全寺村   | 安全寺村                  | 安全寺村               | 安全寺村                | 北磯分村                   | 明治24年11月18日 改称 北磯村       | 明治35年6月4日 町制改称 北浦町 | 北浦町                      | 北浦町                        | 北浦町                        | 昭和30年3月1日 男鹿市に編入 | 男鹿市                          | 平成17年3月22日 男鹿市 | 男鹿市   |
| 野村         | 野村       | 野村                      | 野村                   | 野村                    | 北磯分村                   | 明治24年11月18日 改称 北磯村       | 明治35年6月4日 町制改称 北浦町 | 北浦町                      | 北浦町                        | 北浦町                        | 昭和30年3月1日 男鹿市に編入 | 男鹿市                          | 平成17年3月22日 男鹿市 | 男鹿市   |
| 水口村       | 水口村     | 水口村                    | 水口村                 | 明治11年 改称 西水口村  | 北磯分村                   | 明治24年11月18日 改称 北磯村       | 明治35年6月4日 町制改称 北浦町 | 北浦町                      | 北浦町                        | 北浦町                        | 昭和30年3月1日 男鹿市に編入 | 男鹿市                          | 平成17年3月22日 男鹿市 | 男鹿市   |
| 湯本村       | 湯本村     | 湯本村                    | 湯本村                 | 湯本村                  | 北磯分村                   | 明治24年11月18日 改称 北磯村       | 明治35年6月4日 町制改称 北浦町 | 北浦町                      | 北浦町                        | 北浦町                        | 昭和30年3月1日 男鹿市に編入 | 男鹿市                          | 平成17年3月22日 男鹿市 | 男鹿市   |
| 北平沢村     | 北平沢村   | 北平沢村                  | 北平沢村               | 明治9年 西黒沢村        | 北磯分村                   | 明治24年11月18日 改称 北磯村       | 明治35年6月4日 町制改称 北浦町 | 北浦町                      | 北浦町                        | 北浦町                        | 昭和30年3月1日 男鹿市に編入 | 男鹿市                          | 平成17年3月22日 男鹿市 | 男鹿市   |
| 黒崎村       | 黒崎村     | 黒崎村                    | 黒崎村                 | 明治9年 西黒沢村        | 北磯分村                   | 明治24年11月18日 改称 北磯村       | 明治35年6月4日 町制改称 北浦町 | 北浦町                      | 北浦町                        | 北浦町                        | 昭和30年3月1日 男鹿市に編入 | 男鹿市                          | 平成17年3月22日 男鹿市 | 男鹿市   |
| 畠村         | 畠村       | 畠村                      | 畠村                   | 畠村                    | 北磯分村                   | 明治24年11月18日 改称 北磯村       | 明治35年6月4日 町制改称 北浦町 | 北浦町                      | 北浦町                        | 北浦町                        | 昭和30年3月1日 男鹿市に編入 | 男鹿市                          | 平成17年3月22日 男鹿市 | 男鹿市   |
| 払戸村       | 払戸村     | 払戸村                    | 払戸村                 | 払戸村                  | 払戸村                     | 払戸村                             | 払戸村                         | 払戸村                      | 払戸村                        | 払戸村                        | 昭和31年4月1日 琴浜村       | 昭和45年11月1日 町制改称 若美町 | 平成17年3月22日 男鹿市 | 男鹿市   |
| 福川村       | 福川村     | 福川村                    | 福川村                 | 福川村                  | 払戸村                     | 払戸村                             | 払戸村                         | 払戸村                      | 払戸村                        | 払戸村                        | 昭和31年4月1日 琴浜村       | 昭和45年11月1日 町制改称 若美町 | 平成17年3月22日 男鹿市 | 男鹿市   |
| 鵜木村       | 鵜木村     | 鵜木村                    | 鵜木村                 | 鵜木村                  | 潟西村                     | 潟西村                             | 潟西村                         | 潟西村                      | 潟西村                        | 潟西村                        | 昭和31年4月1日 琴浜村       | 昭和45年11月1日 町制改称 若美町 | 平成17年3月22日 男鹿市 | 男鹿市   |
| 角間崎村     | 角間崎村   | 角間崎村                  | 角間崎村               | 角間崎村                | 潟西村                     | 潟西村                             | 潟西村                         | 潟西村                      | 潟西村                        | 潟西村                        | 昭和31年4月1日 琴浜村       | 昭和45年11月1日 町制改称 若美町 | 平成17年3月22日 男鹿市 | 男鹿市   |
| 松木沢村     | 松木沢村   | 松木沢村                  | 松木沢村               | 松木沢村                | 潟西村                     | 潟西村                             | 潟西村                         | 潟西村                      | 潟西村                        | 潟西村                        | 昭和31年4月1日 琴浜村       | 昭和45年11月1日 町制改称 若美町 | 平成17年3月22日 男鹿市 | 男鹿市   |
| 本内村       | 本内村     | 本内村                    | 本内村                 | 本内村                  | 潟西村                     | 潟西村                             | 潟西村                         | 潟西村                      | 潟西村                        | 潟西村                        | 昭和31年4月1日 琴浜村       | 昭和45年11月1日 町制改称 若美町 | 平成17年3月22日 男鹿市 | 男鹿市   |
| 野石村       | 野石村     | 野石村                    | 野石村                 | 野石村                  | 潟西村                     | 潟西村                             | 潟西村                         | 潟西村                      | 潟西村                        | 潟西村                        | 昭和31年4月1日 琴浜村       | 昭和45年11月1日 町制改称 若美町 | 平成17年3月22日 男鹿市 | 男鹿市   |
| 福米沢村     | 福米沢村   | 福米沢村                  | 福米沢村               | 福米沢村                | 潟西村                     | 潟西村                             | 潟西村                         | 潟西村                      | 潟西村                        | 潟西村                        | 昭和31年4月1日 琴浜村       | 昭和45年11月1日 町制改称 若美町 | 平成17年3月22日 男鹿市 | 男鹿市   |
|              |            |                           |                        |                         |                            |                                    |                                |                             |                               |                               | （八郎潟干拓地）            | 昭和39年10月1日 大潟村          | 大潟村                 | 大潟村   |
| 一日市村     | 一日市村   | 一日市村                  | 一日市村               | 一日市村                | 一日市村                   | 一日市村                           | 大正14年12月1日 町制 一日市町  | 一日市町                    | 一日市町                      | 一日市町                      | 昭和31年9月30日 八郎潟町    | 八郎潟町                        | 八郎潟町               | 八郎潟町 |
| 真坂村       | 真坂村     | 真坂村                    | 真坂村                 | 真坂村                  | 面潟村                     | 面潟村                             | 面潟村                         | 面潟村                      | 面潟村                        | 面潟村                        | 昭和31年9月30日 八郎潟町    | 八郎潟町                        | 八郎潟町               | 八郎潟町 |
| 夜叉袋村     | 夜叉袋村   | 夜叉袋村                  | 夜叉袋村               | 夜叉袋村                | 面潟村                     | 面潟村                             | 面潟村                         | 面潟村                      | 面潟村                        | 面潟村                        | 昭和31年9月30日 八郎潟町    | 八郎潟町                        | 八郎潟町               | 八郎潟町 |
| 小池村       | 一部       | 小池村                    | 小池村                 | 小池村                  | 面潟村                     | 面潟村                             | 面潟村                         | 面潟村                      | 面潟村                        | 面潟村                        | 昭和31年9月30日 八郎潟町    | 八郎潟町                        | 八郎潟町               | 八郎潟町 |
| 小池村       | 一部       | 小池村                    | 小池村                 | 小池村                  | 面潟村                     | 面潟村                             | 面潟村                         | 面潟村                      | 面潟村                        | 面潟村                        | 昭和31年9月30日 八郎潟町    | 昭和33年4月1日 五城目町に編入   | 五城目町               | 五城目町 |
| 浦横町村     | 浦横町村   | 浦横町村                  | 浦横町村               | 浦横町村                | 面潟村                     | 面潟村                             | 面潟村                         | 面潟村                      | 面潟村                        | 面潟村                        | 昭和31年9月30日 八郎潟町    | 昭和33年4月1日 五城目町に編入   | 五城目町               | 五城目町 |
| 野田村       | 野田村     | 野田村                    | 野田村                 | 野田村                  | 面潟村                     | 面潟村                             | 面潟村                         | 面潟村                      | 面潟村                        | 面潟村                        | 昭和31年9月30日 八郎潟町    | 昭和33年4月1日 五城目町に編入   | 五城目町               | 五城目町 |
| 川崎村       | 一部       | 川崎村                    | 川崎村                 | 川崎村                  | 面潟村                     | 面潟村                             | 面潟村                         | 面潟村                      | 面潟村                        | 面潟村                        | 昭和31年9月30日 八郎潟町    | 昭和33年4月1日 五城目町に編入   | 五城目町               | 五城目町 |
| 川崎村       | 一部       | 川崎村                    | 川崎村                 | 川崎村                  | 面潟村                     | 面潟村                             | 面潟村                         | 面潟村                      | 面潟村                        | 面潟村                        | 昭和31年9月30日 八郎潟町    | 八郎潟町                        | 八郎潟町               | 八郎潟町 |
| 浦大町村     | 浦大町村   | 浦大町村                  | 浦大町村               | 明治11年頃 浦大町村     | 面潟村                     | 面潟村                             | 面潟村                         | 面潟村                      | 面潟村                        | 面潟村                        | 昭和31年9月30日 八郎潟町    | 八郎潟町                        | 八郎潟町               | 八郎潟町 |
| 白水沢村     | 白水沢村   | 白水沢村                  | 白水沢村               | 明治11年頃 浦大町村     | 面潟村                     | 面潟村                             | 面潟村                         | 面潟村                      | 面潟村                        | 面潟村                        | 昭和31年9月30日 八郎潟町    | 昭和33年4月1日 五城目町に編入   | 五城目町               | 五城目町 |
| 小立花村     | 小立花村   | 小立花村                  | 小立花村               | 明治11年頃 浦大町村     | 面潟村                     | 面潟村                             | 面潟村                         | 面潟村                      | 面潟村                        | 面潟村                        | 昭和31年9月30日 八郎潟町    | 昭和33年4月1日 五城目町に編入   | 五城目町               | 五城目町 |
| 五十目村     | 五十目村   | 五十目村                  | 五十目村               | 五十目村                | 五十目村                   | 明治29年1月18日 町制改称 五城目町  | 五城目町                       | 五城目町                    | 五城目町                      | 五城目町                      | 昭和30年3月31日 五城目町    | 五城目町                        | 五城目町               | 五城目町 |
| 上樋口村     | 上樋口村   | 上樋口村                  | 上樋口村               | 上樋口村                | 馬川村                     | 馬川村                             | 馬川村                         | 馬川村                      | 昭和17年4月1日 五城目町に編入 | 五城目町                      | 昭和30年3月31日 五城目町    | 五城目町                        | 五城目町               | 五城目町 |
| 久保村       | 久保村     | 久保村                    | 久保村                 | 久保村                  | 馬川村                     | 馬川村                             | 馬川村                         | 馬川村                      | 昭和17年4月1日 五城目町に編入 | 五城目町                      | 昭和30年3月31日 五城目町    | 五城目町                        | 五城目町               | 五城目町 |
| 高崎村       | 高崎村     | 高崎村                    | 高崎村                 | 高崎村                  | 馬川村                     | 馬川村                             | 馬川村                         | 馬川村                      | 昭和17年4月1日 五城目町に編入 | 五城目町                      | 昭和30年3月31日 五城目町    | 五城目町                        | 五城目町               | 五城目町 |
| 館越村       | 館越村     | 館越村                    | 館越村                 | 館越村                  | 馬川村                     | 馬川村                             | 馬川村                         | 馬川村                      | 昭和17年4月1日 五城目町に編入 | 五城目町                      | 昭和30年3月31日 五城目町    | 五城目町                        | 五城目町               | 五城目町 |
| 大川村       | 大川村     | 大川村                    | 大川村                 | 大川村                  | 大川村                     | 大川村                             | 大川村                         | 大川村                      | 大川村                        | 大川村                        | 昭和30年3月31日 五城目町    | 五城目町                        | 五城目町               | 五城目町 |
| 谷地中村     | 谷地中村   | 谷地中村                  | 谷地中村               | 谷地中村                | 大川村                     | 大川村                             | 大川村                         | 大川村                      | 大川村                        | 大川村                        | 昭和30年3月31日 五城目町    | 五城目町                        | 五城目町               | 五城目町 |
| 下樋口村     | 下樋口村   | 下樋口村                  | 下樋口村               | 下樋口村                | 大川村                     | 大川村                             | 大川村                         | 大川村                      | 大川村                        | 大川村                        | 昭和30年3月31日 五城目町    | 五城目町                        | 五城目町               | 五城目町 |
| 西野村       | 西野村     | 西野村                    | 西野村                 | 西野村                  | 大川村                     | 大川村                             | 大川村                         | 大川村                      | 大川村                        | 大川村                        | 昭和30年3月31日 五城目町    | 五城目町                        | 五城目町               | 五城目町 |
| 石崎村       | 石崎村     | 石崎村                    | 石崎村                 | 石崎村                  | 大川村                     | 大川村                             | 大川村                         | 大川村                      | 大川村                        | 大川村                        | 昭和30年3月31日 五城目町    | 五城目町                        | 五城目町               | 五城目町 |
| 馬場目村     | 馬場目村   | 馬場目村                  | 馬場目村               | 馬場目村                | 馬場目村                   | 馬場目村                           | 馬場目村                       | 馬場目村                    | 馬場目村                      | 馬場目村                      | 昭和30年3月31日 五城目町    | 五城目町                        | 五城目町               | 五城目町 |
| 中津又村     | 中津又村   | 中津又村                  | 中津又村               | 中津又村                | 富津内村                   | 富津内村                           | 富津内村                       | 富津内村                    | 富津内村                      | 富津内村                      | 昭和30年3月31日 五城目町    | 五城目町                        | 五城目町               | 五城目町 |
| 富田村       | 富田村     | 富田村                    | 富田村                 | 富田村                  | 富津内村                   | 富津内村                           | 富津内村                       | 富津内村                    | 富津内村                      | 富津内村                      | 昭和30年3月31日 五城目町    | 五城目町                        | 五城目町               | 五城目町 |
| 山内村       | 山内村     | 山内村                    | 山内村                 | 明治13年 改称 下山内村  | 富津内村                   | 富津内村                           | 富津内村                       | 富津内村                    | 富津内村                      | 富津内村                      | 昭和30年3月31日 五城目町    | 五城目町                        | 五城目町               | 五城目町 |
| 浅見内村     | 浅見内村   | 浅見内村                  | 浅見内村               | 浅見内村                | 内川村                     | 内川村                             | 内川村                         | 内川村                      | 内川村                        | 内川村                        | 昭和30年3月31日 五城目町    | 五城目町                        | 五城目町               | 五城目町 |
| 小倉村       | 小倉村     | 小倉村                    | 小倉村                 | 小倉村                  | 内川村                     | 内川村                             | 内川村                         | 内川村                      | 内川村                        | 内川村                        | 昭和30年3月31日 五城目町    | 五城目町                        | 五城目町               | 五城目町 |
| 湯ノ又村     | 湯ノ又村   | 湯ノ又村                  | 湯ノ又村               | 湯ノ又村                | 内川村                     | 内川村                             | 内川村                         | 内川村                      | 内川村                        | 内川村                        | 昭和30年3月31日 五城目町    | 五城目町                        | 五城目町               | 五城目町 |
| 黒土村       | 黒土村     | 黒土村                    | 黒土村                 | 黒土村                  | 内川村                     | 内川村                             | 内川村                         | 内川村                      | 内川村                        | 内川村                        | 昭和30年3月31日 五城目町    | 五城目町                        | 五城目町               | 五城目町 |
| 浜井川村     | 浜井川村   | 浜井川村                  | 浜井川村               | 浜井川村                | 下井河村                   | 下井河村                           | 下井河村                       | 下井河村                    | 下井河村                      | 下井河村                      | 昭和30年2月1日 井川村       | 昭和49年8月1日 町制 井川町      | 井川町                 | 井川町   |
| 小竹花村     | 小竹花村   | 小竹花村                  | 小竹花村               | 小竹花村                | 下井河村                   | 下井河村                           | 下井河村                       | 下井河村                    | 下井河村                      | 下井河村                      | 昭和30年2月1日 井川村       | 昭和49年8月1日 町制 井川町      | 井川町                 | 井川町   |
| 北川尻村     | 北川尻村   | 北川尻村                  | 北川尻村               | 北川尻村                | 下井河村                   | 下井河村                           | 下井河村                       | 下井河村                    | 下井河村                      | 下井河村                      | 昭和30年2月1日 井川村       | 昭和49年8月1日 町制 井川町      | 井川町                 | 井川町   |
| 坂本村       | 坂本村     | 坂本村                    | 坂本村                 | 坂本村                  | 下井河村                   | 下井河村                           | 下井河村                       | 下井河村                    | 下井河村                      | 下井河村                      | 昭和30年2月1日 井川村       | 昭和49年8月1日 町制 井川町      | 井川町                 | 井川町   |
| 今戸村       | 今戸村     | 今戸村                    | 今戸村                 | 今戸村                  | 下井河村                   | 下井河村                           | 下井河村                       | 下井河村                    | 下井河村                      | 下井河村                      | 昭和30年2月1日 井川村       | 昭和49年8月1日 町制 井川町      | 井川町                 | 井川町   |
| 黒坪村       | 黒坪村     | 黒坪村                    | 黒坪村                 | 黒坪村                  | 上井河村                   | 上井河村                           | 上井河村                       | 上井河村                    | 上井河村                      | 上井河村                      | 昭和30年2月1日 井川村       | 昭和49年8月1日 町制 井川町      | 井川町                 | 井川町   |
| 八田大倉村   | 八田大倉村 | 八田大倉村                | 八田大倉村             | 八田大倉村              | 上井河村                   | 上井河村                           | 上井河村                       | 上井河村                    | 上井河村                      | 上井河村                      | 昭和30年2月1日 井川村       | 昭和49年8月1日 町制 井川町      | 井川町                 | 井川町   |
| 保野子村     | 保野子村   | 保野子村                  | 保野子村               | 保野子村                | 上井河村                   | 上井河村                           | 上井河村                       | 上井河村                    | 上井河村                      | 上井河村                      | 昭和30年2月1日 井川村       | 昭和49年8月1日 町制 井川町      | 井川町                 | 井川町   |
| 寺沢村       | 寺沢村     | 寺沢村                    | 寺沢村                 | 寺沢村                  | 上井河村                   | 上井河村                           | 上井河村                       | 上井河村                    | 上井河村                      | 上井河村                      | 昭和30年2月1日 井川村       | 昭和49年8月1日 町制 井川町      | 井川町                 | 井川町   |
| 赤沢村       | 赤沢村     | 赤沢村                    | 赤沢村                 | 赤沢村                  | 上井河村                   | 上井河村                           | 上井河村                       | 上井河村                    | 上井河村                      | 上井河村                      | 昭和30年2月1日 井川村       | 昭和49年8月1日 町制 井川町      | 井川町                 | 井川町   |
| 井内村       | 井内村     | 井内村                    | 井内村                 | 井内村                  | 上井河村                   | 上井河村                           | 上井河村                       | 上井河村                    | 上井河村                      | 上井河村                      | 昭和30年2月1日 井川村       | 昭和49年8月1日 町制 井川町      | 井川町                 | 井川町   |
| 大麦村       | 大麦村     | 大麦村                    | 大麦村                 | 大麦村                  | 上井河村                   | 上井河村                           | 上井河村                       | 上井河村                    | 上井河村                      | 上井河村                      | 昭和30年2月1日 井川村       | 昭和49年8月1日 町制 井川町      | 井川町                 | 井川町   |
| 宇治木村     | 宇治木村   | 宇治木村                  | 宇治木村               | 宇治木村                | 上井河村                   | 上井河村                           | 上井河村                       | 上井河村                    | 上井河村                      | 上井河村                      | 昭和30年2月1日 井川村       | 昭和49年8月1日 町制 井川町      | 井川町                 | 井川町   |
| 葹田村       | 葹田村     | 葹田村                    | 葹田村                 | 葹田村                  | 上井河村                   | 上井河村                           | 上井河村                       | 上井河村                    | 上井河村                      | 上井河村                      | 昭和30年2月1日 井川村       | 昭和49年8月1日 町制 井川町      | 井川町                 | 井川町   |
| 天王村       | 天王村     | 明治3年11月 改称 向船越村 | 明治4年2月 改称 典農村 | 明治4年2月 改称 典農村  | 天王村                     | 天王村                             | 天王村                         | 天王村                      | 天王村                        | 昭和26年11月3日 町制 天王町   | 天王町                      | 天王町                          | 平成17年3月22日 潟上市 | 潟上市   |
| 大崎村       | 大崎村     | 大崎村                    | 大崎村                 | 大崎村                  | 天王村                     | 天王村                             | 天王村                         | 天王村                      | 天王村                        | 昭和26年11月3日 町制 天王町   | 天王町                      | 天王町                          | 平成17年3月22日 潟上市 | 潟上市   |
| 下虻川村     | 下虻川村   | 下虻川村                  | 下虻川村               | 下虻川村                | 飯田川村                   | 飯田川村                           | 昭和10年11月30日 町制 飯田川町 | 昭和17年3月24日 昭和町      | 昭和17年4月1日 昭和町         | 昭和25年9月28日 分立 飯田川町 | 飯田川町                    | 飯田川町                        | 平成17年3月22日 潟上市 | 潟上市   |
| 和田妹川村   | 和田妹川村 | 和田妹川村                | 和田妹川村             | 和田妹川村              | 飯田川村                   | 飯田川村                           | 昭和10年11月30日 町制 飯田川町 | 昭和17年3月24日 昭和町      | 昭和17年4月1日 昭和町         | 昭和25年9月28日 分立 飯田川町 | 飯田川町                    | 飯田川町                        | 平成17年3月22日 潟上市 | 潟上市   |
| 飯塚村       | 飯塚村     | 飯塚村                    | 飯塚村                 | 飯塚村                  | 飯田川村                   | 飯田川村                           | 昭和10年11月30日 町制 飯田川町 | 昭和17年3月24日 昭和町      | 昭和17年4月1日 昭和町         | 昭和25年9月28日 分立 飯田川町 | 飯田川町                    | 飯田川町                        | 平成17年3月22日 潟上市 | 潟上市   |
| 金山村       | 金山村     | 金山村                    | 金山村                 | 金山村                  | 飯田川村                   | 飯田川村                           | 昭和10年11月30日 町制 飯田川町 | 昭和17年3月24日 昭和町      | 昭和17年4月1日 昭和町         | 昭和25年9月28日 分立 飯田川町 | 飯田川町                    | 飯田川町                        | 平成17年3月22日 潟上市 | 潟上市   |
| 大久保村     | 大久保村   | 大久保村                  | 大久保村               | 大久保村                | 大久保村                   | 大久保村                           | 大正13年4月1日 町制 大久保町   | 昭和17年3月24日 昭和町      | 昭和17年4月1日 昭和町         | 昭和町                        | 昭和31年9月30日 昭和町      | 昭和町                          | 平成17年3月22日 潟上市 | 潟上市   |
| 船橋村       | 船橋村     | 船橋村                    | 船橋村                 | 船橋村                  | 豊川村                     | 豊川村                             | 豊川村                         | 豊川村                      | 昭和17年4月1日 昭和町         | 昭和25年7月1日 分立 豊川村    | 昭和31年9月30日 昭和町      | 昭和町                          | 平成17年3月22日 潟上市 | 潟上市   |
| 上虻川村     | 上虻川村   | 上虻川村                  | 上虻川村               | 上虻川村                | 豊川村                     | 豊川村                             | 豊川村                         | 豊川村                      | 昭和17年4月1日 昭和町         | 昭和25年7月1日 分立 豊川村    | 昭和31年9月30日 昭和町      | 昭和町                          | 平成17年3月22日 潟上市 | 潟上市   |
| 岡井戸村     | 岡井戸村   | 岡井戸村                  | 岡井戸村               | 岡井戸村                | 豊川村                     | 豊川村                             | 豊川村                         | 豊川村                      | 昭和17年4月1日 昭和町         | 昭和25年7月1日 分立 豊川村    | 昭和31年9月30日 昭和町      | 昭和町                          | 平成17年3月22日 潟上市 | 潟上市   |
| 槻木村       | 槻木村     | 槻木村                    | 槻木村                 | 槻木村                  | 豊川村                     | 豊川村                             | 豊川村                         | 豊川村                      | 昭和17年4月1日 昭和町         | 昭和25年7月1日 分立 豊川村    | 昭和31年9月30日 昭和町      | 昭和町                          | 平成17年3月22日 潟上市 | 潟上市   |
| 竜毛村       | 竜毛村     | 竜毛村                    | 竜毛村                 | 竜毛村                  | 豊川村                     | 豊川村                             | 豊川村                         | 豊川村                      | 昭和17年4月1日 昭和町         | 昭和25年7月1日 分立 豊川村    | 昭和31年9月30日 昭和町      | 昭和町                          | 平成17年3月22日 潟上市 | 潟上市   |
| 山田村       | 山田村     | 山田村                    | 山田村                 | 山田村                  | 豊川村                     | 豊川村                             | 豊川村                         | 豊川村                      | 昭和17年4月1日 昭和町         | 昭和25年7月1日 分立 豊川村    | 昭和31年9月30日 昭和町      | 昭和町                          | 平成17年3月22日 潟上市 | 潟上市   |
| 乱橋村       | 乱橋村     | 乱橋村                    | 乱橋村                 | 乱橋村                  | 金足村                     | 金足村                             | 金足村                         | 金足村                      | 金足村                        | 金足村                        | 昭和30年1月1日 昭和町に編入 | 昭和町                          | 平成17年3月22日 潟上市 | 潟上市   |
| 八丁目村     | 大部分     | 八丁目村                  | 八丁目村               | 八丁目村                | 金足村                     | 金足村                             | 金足村                         | 金足村                      | 金足村                        | 金足村                        | 昭和30年1月1日 昭和町に編入 | 昭和町                          | 平成17年3月22日 潟上市 | 潟上市   |
| 八丁目村     | 一部       | 八丁目村                  | 八丁目村               | 八丁目村                | 金足村                     | 金足村                             | 金足村                         | 金足村                      | 金足村                        | 金足村                        | 昭和30年1月1日 秋田市に編入 | 秋田市                          | 秋田市                 | 秋田市   |
| 片田村       | 片田村     | 片田村                    | 片田村                 | 片田村                  | 金足村                     | 金足村                             | 金足村                         | 金足村                      | 金足村                        | 金足村                        | 昭和30年1月1日 秋田市に編入 | 秋田市                          | 秋田市                 | 秋田市   |
| 吉田村       | 吉田村     | 吉田村                    | 吉田村                 | 吉田村                  | 金足村                     | 金足村                             | 金足村                         | 金足村                      | 金足村                        | 金足村                        | 昭和30年1月1日 秋田市に編入 | 秋田市                          | 秋田市                 | 秋田市   |
| 小泉村       | 小泉村     | 小泉村                    | 小泉村                 | 小泉村                  | 金足村                     | 金足村                             | 金足村                         | 金足村                      | 金足村                        | 金足村                        | 昭和30年1月1日 秋田市に編入 | 秋田市                          | 秋田市                 | 秋田市   |
| 鳰崎村       | 鳰崎村     | 鳰崎村                    | 鳰崎村                 | 鳰崎村                  | 金足村                     | 金足村                             | 金足村                         | 金足村                      | 金足村                        | 金足村                        | 昭和30年1月1日 秋田市に編入 | 秋田市                          | 秋田市                 | 秋田市   |
| 高岡村       | 高岡村     | 高岡村                    | 高岡村                 | 高岡村                  | 金足村                     | 金足村                             | 金足村                         | 金足村                      | 金足村                        | 金足村                        | 昭和30年1月1日 秋田市に編入 | 秋田市                          | 秋田市                 | 秋田市   |
| 黒川村       | 黒川村     | 黒川村                    | 黒川村                 | 黒川村                  | 金足村                     | 金足村                             | 金足村                         | 金足村                      | 金足村                        | 金足村                        | 昭和30年1月1日 秋田市に編入 | 秋田市                          | 秋田市                 | 秋田市   |
| 岩瀬村       | 岩瀬村     | 岩瀬村                    | 岩瀬村                 | 岩瀬村                  | 金足村                     | 金足村                             | 金足村                         | 金足村                      | 金足村                        | 金足村                        | 昭和30年1月1日 秋田市に編入 | 秋田市                          | 秋田市                 | 秋田市   |
| 下刈村       | 下刈村     | 下刈村                    | 下刈村                 | 下刈村                  | 金足村                     | 金足村                             | 金足村                         | 金足村                      | 金足村                        | 金足村                        | 昭和30年1月1日 秋田市に編入 | 秋田市                          | 秋田市                 | 秋田市   |
| 浦山村       | 浦山村     | 浦山村                    | 浦山村                 | 浦山村                  | 金足村                     | 金足村                             | 金足村                         | 金足村                      | 金足村                        | 金足村                        | 昭和30年1月1日 秋田市に編入 | 秋田市                          | 秋田市                 | 秋田市   |
| 堀内村       | 堀内村     | 堀内村                    | 堀内村                 | 堀内村                  | 金足村                     | 金足村                             | 金足村                         | 金足村                      | 金足村                        | 金足村                        | 昭和30年1月1日 秋田市に編入 | 秋田市                          | 秋田市                 | 秋田市   |
| 土崎湊19町   | 土崎湊19町 | 土崎湊19町                | 土崎湊19町             | 土崎湊19町              | 土崎港町                   | 土崎港町                           | 土崎港町                       | 昭和16年4月1日 秋田市に編入 | 秋田市                        | 秋田市                        | 秋田市                      | 秋田市                          | 秋田市                 | 秋田市   |
| 相染新田村   | 相染新田村 | 相染新田村                | 相染新田村             | 相染新田村              | 土崎港町                   | 土崎港町                           | 土崎港町                       | 昭和16年4月1日 秋田市に編入 | 秋田市                        | 秋田市                        | 秋田市                      | 秋田市                          | 秋田市                 | 秋田市   |
| 寺内村       | 寺内村     | 寺内村                    | 寺内村                 | 寺内村                  | 寺内村                     | 寺内村                             | 昭和8年8月1日 町制 寺内町      | 昭和16年4月1日 秋田市に編入 | 秋田市                        | 秋田市                        | 秋田市                      | 秋田市                          | 秋田市                 | 秋田市   |
| 八橋村       | 八橋村     | 八橋村                    | 八橋村                 | 八橋村                  | 寺内村                     | 寺内村                             | 昭和8年8月1日 町制 寺内町      | 昭和16年4月1日 秋田市に編入 | 秋田市                        | 秋田市                        | 秋田市                      | 秋田市                          | 秋田市                 | 秋田市   |
| 新藤田村     | 新藤田村   | 新藤田村                  | 新藤田村               | 新藤田村                | 上旭川村                   | 明治25年10月 旭川村                | 昭和8年3月14日 秋田市に編入    | 秋田市                      | 秋田市                        | 秋田市                        | 秋田市                      | 秋田市                          | 秋田市                 | 秋田市   |
| 濁川村       | 濁川村     | 濁川村                    | 濁川村                 | 濁川村                  | 上旭川村                   | 明治25年10月 旭川村                | 昭和8年3月14日 秋田市に編入    | 秋田市                      | 秋田市                        | 秋田市                        | 秋田市                      | 秋田市                          | 秋田市                 | 秋田市   |
| 添川村       | 添川村     | 添川村                    | 添川村                 | 添川村                  | 上旭川村                   | 明治25年10月 旭川村                | 昭和8年3月14日 秋田市に編入    | 秋田市                      | 秋田市                        | 秋田市                        | 秋田市                      | 秋田市                          | 秋田市                 | 秋田市   |
| 山内村       | 山内村     | 山内村                    | 山内村                 | 山内村                  | 上旭川村                   | 明治25年10月 旭川村                | 昭和8年3月14日 秋田市に編入    | 秋田市                      | 秋田市                        | 秋田市                        | 秋田市                      | 秋田市                          | 秋田市                 | 秋田市   |
| 仁別村       | 仁別村     | 仁別村                    | 仁別村                 | 仁別村                  | 上旭川村                   | 明治25年10月 旭川村                | 昭和8年3月14日 秋田市に編入    | 秋田市                      | 秋田市                        | 秋田市                        | 秋田市                      | 秋田市                          | 秋田市                 | 秋田市   |
| 手形村       | 手形村     | 手形村                    | 手形村                 | 手形村                  | 下旭川村                   | 明治25年10月 旭川村                | 昭和8年3月14日 秋田市に編入    | 秋田市                      | 秋田市                        | 秋田市                        | 秋田市                      | 秋田市                          | 秋田市                 | 秋田市   |
| 泉村         | 泉村       | 泉村                      | 泉村                   | 泉村                    | 下旭川村                   | 明治25年10月 旭川村                | 昭和8年3月14日 秋田市に編入    | 秋田市                      | 秋田市                        | 秋田市                        | 秋田市                      | 秋田市                          | 秋田市                 | 秋田市   |
| 保戸野村     | 保戸野村   | 保戸野村                  | 保戸野村               | 保戸野村                | 下旭川村                   | 明治25年10月 旭川村                | 昭和8年3月14日 秋田市に編入    | 秋田市                      | 秋田市                        | 秋田市                        | 秋田市                      | 秋田市                          | 秋田市                 | 秋田市   |
|              | 大部分     | 明治元年 蛇野村           | 明治元年 蛇野村        | 明治元年 蛇野村         | 下旭川村                   | 明治25年10月 旭川村                | 昭和8年3月14日 秋田市に編入    | 秋田市                      | 秋田市                        | 秋田市                        | 秋田市                      | 秋田市                          | 秋田市                 | 秋田市   |
| 一部         | 広山田村   | 明治元年 蛇野村           | 明治元年 蛇野村        | 明治元年 蛇野村         | 広山田村                   | 広山田村                           | 昭和16年4月1日 秋田市に編入    |                             | 秋田市                        | 秋田市                        | 秋田市                      | 秋田市                          | 秋田市                 | 秋田市   |
| 広面村       | 広面村     | 広面村                    | 広面村                 | 広面村                  | 広山田村                   | 広山田村                           | 昭和16年4月1日 秋田市に編入    |                             | 秋田市                        | 秋田市                        | 秋田市                      | 秋田市                          | 秋田市                 | 秋田市   |
| 柳田村       | 柳田村     | 柳田村                    | 柳田村                 | 柳田村                  | 広山田村                   | 広山田村                           | 昭和16年4月1日 秋田市に編入    |                             | 秋田市                        | 秋田市                        | 秋田市                      | 秋田市                          | 秋田市                 | 秋田市   |
| 楢山村       | 楢山村     | 楢山村                    | 楢山村                 | 明治9年 楢山村          | 広山田村                   | 広山田村                           | 昭和16年4月1日 秋田市に編入    |                             | 秋田市                        | 秋田市                        | 秋田市                      | 秋田市                          | 秋田市                 | 秋田市   |
| 久保田城下町 | 広山田村   | （楢山愛宕下）            | 久保田城下町           | 明治9年 楢山村          | 広山田村                   | 広山田村                           | 昭和16年4月1日 秋田市に編入    | 明治4年 改称 秋田町         | 秋田市                        | 秋田市                        | 秋田市                      | 秋田市                          | 秋田市                 | 秋田市   |
| 久保田城下町 |            | 秋田町                    | 久保田城下町           | 秋田市                  | 秋田市                     | 秋田市                             | 秋田市                         | 明治4年 改称 秋田町         | 秋田市                        | 秋田市                        | 秋田市                      | 秋田市                          | 秋田市                 | 秋田市   |
| 川尻村       | 川尻村     | 川尻村                    | 川尻村                 | 川尻村                  | 川尻村                     | 川尻村                             | 秋田市                         | 大正15年4月1日 秋田市に編入 | 秋田市                        | 秋田市                        | 秋田市                      | 秋田市                          | 秋田市                 | 秋田市   |
| 井関沢村     | 井関沢村   | 井関沢村                  | 井関沢村               | 明治9年 中関村          | 太平村                     | 太平村                             | 太平村                         | 太平村                      | 太平村                        | 昭和29年10月1日 秋田市に編入  | 秋田市                      | 秋田市                          | 秋田市                 | 秋田市   |
| 寺中堀内村   | 寺中堀内村 | 寺中堀内村                | 寺中堀内村             | 明治9年 中関村          | 太平村                     | 太平村                             | 太平村                         | 太平村                      | 太平村                        | 昭和29年10月1日 秋田市に編入  | 秋田市                      | 秋田市                          | 秋田市                 | 秋田市   |
| 寺庭村       | 寺庭村     | 寺庭村                    | 寺庭村                 | 寺庭村                  | 太平村                     | 太平村                             | 太平村                         | 太平村                      | 太平村                        | 昭和29年10月1日 秋田市に編入  | 秋田市                      | 秋田市                          | 秋田市                 | 秋田市   |
| 黒沢村       | 黒沢村     | 黒沢村                    | 黒沢村                 | 黒沢村                  | 太平村                     | 太平村                             | 太平村                         | 太平村                      | 太平村                        | 昭和29年10月1日 秋田市に編入  | 秋田市                      | 秋田市                          | 秋田市                 | 秋田市   |
| 山谷村       | 山谷村     | 山谷村                    | 山谷村                 | 山谷村                  | 太平村                     | 太平村                             | 太平村                         | 太平村                      | 太平村                        | 昭和29年10月1日 秋田市に編入  | 秋田市                      | 秋田市                          | 秋田市                 | 秋田市   |
| 八田村       | 八田村     | 八田村                    | 八田村                 | 八田村                  | 太平村                     | 太平村                             | 太平村                         | 太平村                      | 太平村                        | 昭和29年10月1日 秋田市に編入  | 秋田市                      | 秋田市                          | 秋田市                 | 秋田市   |
| 目長崎村     | 目長崎村   | 目長崎村                  | 目長崎村               | 目長崎村                | 太平村                     | 太平村                             | 太平村                         | 太平村                      | 太平村                        | 昭和29年10月1日 秋田市に編入  | 秋田市                      | 秋田市                          | 秋田市                 | 秋田市   |
| 神田村       | 神田村     | 神田村                    | 神田村                 | 神田村                  | 外旭川村                   | 外旭川村                           | 外旭川村                       | 外旭川村                    | 外旭川村                      | 昭和29年10月1日 秋田市に編入  | 秋田市                      | 秋田市                          | 秋田市                 | 秋田市   |
| 八柳村       | 八柳村     | 八柳村                    | 八柳村                 | 八柳村                  | 外旭川村                   | 外旭川村                           | 外旭川村                       | 外旭川村                    | 外旭川村                      | 昭和29年10月1日 秋田市に編入  | 秋田市                      | 秋田市                          | 秋田市                 | 秋田市   |
| 笹岡村       | 笹岡村     | 笹岡村                    | 笹岡村                 | 笹岡村                  | 外旭川村                   | 外旭川村                           | 外旭川村                       | 外旭川村                    | 外旭川村                      | 昭和29年10月1日 秋田市に編入  | 秋田市                      | 秋田市                          | 秋田市                 | 秋田市   |
| 水口村       | 水口村     | 水口村                    | 水口村                 | 水口村                  | 外旭川村                   | 外旭川村                           | 外旭川村                       | 外旭川村                    | 外旭川村                      | 昭和29年10月1日 秋田市に編入  | 秋田市                      | 秋田市                          | 秋田市                 | 秋田市   |
| 飯島村       | 飯島村     | 飯島村                    | 飯島村                 | 飯島村                  | 飯島村                     | 飯島村                             | 飯島村                         | 飯島村                      | 飯島村                        | 昭和29年10月1日 秋田市に編入  | 秋田市                      | 秋田市                          | 秋田市                 | 秋田市   |
| 飯田村       | 飯田村     | 飯田村                    | 飯田村                 | 飯田村                  | 飯島村                     | 飯島村                             | 飯島村                         | 飯島村                      | 飯島村                        | 昭和29年10月1日 秋田市に編入  | 秋田市                      | 秋田市                          | 秋田市                 | 秋田市   |
| 穀町村       | 穀町村     | 穀町村                    | 穀町村                 | 穀町村                  | 飯島村                     | 飯島村                             | 飯島村                         | 飯島村                      | 飯島村                        | 昭和29年10月1日 秋田市に編入  | 秋田市                      | 秋田市                          | 秋田市                 | 秋田市   |
| 岩城村       | 岩城村     | 岩城村                    | 岩城村                 | 岩城村                  | 下新城村                   | 下新城村                           | 下新城村                       | 下新城村                    | 下新城村                      | 昭和29年10月1日 秋田市に編入  | 秋田市                      | 秋田市                          | 秋田市                 | 秋田市   |
| 小友村       | 小友村     | 小友村                    | 小友村                 | 小友村                  | 下新城村                   | 下新城村                           | 下新城村                       | 下新城村                    | 下新城村                      | 昭和29年10月1日 秋田市に編入  | 秋田市                      | 秋田市                          | 秋田市                 | 秋田市   |
| 青崎村       | 青崎村     | 青崎村                    | 青崎村                 | 青崎村                  | 下新城村                   | 下新城村                           | 下新城村                       | 下新城村                    | 下新城村                      | 昭和29年10月1日 秋田市に編入  | 秋田市                      | 秋田市                          | 秋田市                 | 秋田市   |
| 笠岡村       | 笠岡村     | 笠岡村                    | 笠岡村                 | 笠岡村                  | 下新城村                   | 下新城村                           | 下新城村                       | 下新城村                    | 下新城村                      | 昭和29年10月1日 秋田市に編入  | 秋田市                      | 秋田市                          | 秋田市                 | 秋田市   |
| 中野村       | 中野村     | 中野村                    | 中野村                 | 中野村                  | 下新城村                   | 下新城村                           | 下新城村                       | 下新城村                    | 下新城村                      | 昭和29年10月1日 秋田市に編入  | 秋田市                      | 秋田市                          | 秋田市                 | 秋田市   |
| 長岡村       | 長岡村     | 長岡村                    | 長岡村                 | 長岡村                  | 下新城村                   | 下新城村                           | 下新城村                       | 下新城村                    | 下新城村                      | 昭和29年10月1日 秋田市に編入  | 秋田市                      | 秋田市                          | 秋田市                 | 秋田市   |
| 五十丁村     | 五十丁村   | 五十丁村                  | 五十丁村               | 五十丁村                | 上新城村                   | 上新城村                           | 上新城村                       | 上新城村                    | 上新城村                      | 昭和29年10月1日 秋田市に編入  | 秋田市                      | 秋田市                          | 秋田市                 | 秋田市   |
| 中村         | 中村       | 中村                      | 中村                   | 中村                    | 上新城村                   | 上新城村                           | 上新城村                       | 上新城村                    | 上新城村                      | 昭和29年10月1日 秋田市に編入  | 秋田市                      | 秋田市                          | 秋田市                 | 秋田市   |
| 小又村       | 小又村     | 小又村                    | 小又村                 | 小又村                  | 上新城村                   | 上新城村                           | 上新城村                       | 上新城村                    | 上新城村                      | 昭和29年10月1日 秋田市に編入  | 秋田市                      | 秋田市                          | 秋田市                 | 秋田市   |
| 白山村       | 白山村     | 白山村                    | 白山村                 | 白山村                  | 上新城村                   | 上新城村                           | 上新城村                       | 上新城村                    | 上新城村                      | 昭和29年10月1日 秋田市に編入  | 秋田市                      | 秋田市                          | 秋田市                 | 秋田市   |
| 保多野村     | 保多野村   | 保多野村                  | 保多野村               | 保多野村                | 上新城村                   | 上新城村                           | 上新城村                       | 上新城村                    | 上新城村                      | 昭和29年10月1日 秋田市に編入  | 秋田市                      | 秋田市                          | 秋田市                 | 秋田市   |
| 湯ヶ又村     | 湯ヶ又村   | 湯ヶ又村                  | 湯ヶ又村               | 明治11年 改称 湯ノ里村  | 上新城村                   | 上新城村                           | 上新城村                       | 上新城村                    | 上新城村                      | 昭和29年10月1日 秋田市に編入  | 秋田市                      | 秋田市                          | 秋田市                 | 秋田市   |
| 石名坂村     | 石名坂村   | 石名坂村                  | 石名坂村               | 石名坂村                | 上新城村                   | 上新城村                           | 上新城村                       | 上新城村                    | 上新城村                      | 昭和29年10月1日 秋田市に編入  | 秋田市                      | 秋田市                          | 秋田市                 | 秋田市   |
| 道川村       | 道川村     | 道川村                    | 道川村                 | 道川村                  | 上新城村                   | 上新城村                           | 上新城村                       | 上新城村                    | 上新城村                      | 昭和29年10月1日 秋田市に編入  | 秋田市                      | 秋田市                          | 秋田市                 | 秋田市   |

## 行政
歴代郡長
| 代 | 氏名 | 就任年月日                 | 退任年月日                | 備考                   |
| -- | ---- | -------------------------- | ------------------------- | ---------------------- |
| 1  |      | 明治11年（1878年）12月23日 |                           |                        |
|    |      |                            | 大正15年（1926年）6月30日 | 郡役所廃止により、廃官 |

## 市町村合併
- 大潟村は歴史的に見ても独立志向、自立志向が強いため、当初から自立を表明。
- 八郎潟町、五城目町、井川町は当初3町で合併し『湖東町』を誕生させる予定だったが、井川町の自立を表明後、八郎潟町もアンケートで自立を支持する住民が多数を占めたため、五城目町も自立やむなきに至り、昭和の大合併以来の悲願であった湖東3町の合併は自然消滅した。